# 英戈尔施塔特大学
英戈尔施塔特大学（Universität Ingolstadt）是1472至1800年間存在於巴伐利亞的一所大學，由巴伐利亞公爵路易九世以維也納大學為模板創立。該大學曾有五個系，分別教授人文、科學、神學、法學和醫學，但本質上是一所天主教大學。1800年由於嚴重的財政虧空，該大學被馬克西米利安一世關閉。